# Franz Xaver von Bourbon-Parma

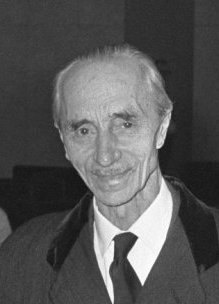
Prinz Franz Xaver, 1970

Familienwappen

Prinz Franz Xaver von Bourbon-Parma (voller Name: Franz Xaver Karl Maria Anna Ludwig de Bourbon-Parma y Braganza) (* 25. Mai 1889 in der Villa Pianore, Camaiore, Provinz Lucca; † 7. Mai 1977 in Zizers bei Chur, Schweiz) war ab 1974 Titularherzog von Parma, Piacenza und Guastalla und Oberhaupt des Hauses Bourbon-Parma, spanischer carlistischer Thronprätendent von 1952 bis 1975 als Francisco Javier I. und ab 1964 Herzog von Molina.

## Leben
Franz Xaver war der zweite Sohn des letzten regierenden Herzogs Robert I. von Bourbon-Parma (1848–1907) von seiner zweiten Ehefrau Infantin Maria Antonia von Portugal (1862–1959), Tochter des portugiesischen Königs Michael I. und dessen Gattin Prinzessin Adelheid von Löwenstein-Wertheim-Rosenberg.
Zusammen mit seinen insgesamt zwanzig Geschwistern – darunter die letzte österreichische Kaiserin, Zita von Bourbon-Parma – wuchs er in Österreich, der Schweiz, Italien, Frankreich und England auf. Trotz Thronverlust seines Vaters verfügte die Familie über ein beträchtliches Vermögen, darunter Immobilien bei Schwarzau am Steinfeld (Österreich), die Villa Pianore (Italien) und das Château de Chambord (Frankreich). Nach dem Tod seines Vaters verklagte er zusammen mit seinem Bruder Sixtus seinen älteren Halbbruder Elias von Bourbon-Parma, aus der ersten Ehe, um einen größeren Anteil am herzoglichen Vermögen zu erhalten. Doch ein französisches Gericht in Paris entschied gegen die jüngeren Bourbonen-Prinzen.
Franz Xaver von Bourbon-Parma war bis zu seinem Tode Generalstatthalter des Ritterordens vom Heiligen Grab zu Jerusalem mit Sitz in Rom.

## Ehe und Nachkommen
Am 12. November 1927 heiratete er im Schloss Lignières Gräfin Marie Madeleine von Bourbon-Busset (1898–1984), Tochter des Grafen Georges de Lignières (1860–1932) und seiner Frau Jeanne de Kerret (1866–1958). Aus der Ehe gingen sechs Kinder hervor:
- Marie Françoise Antoinette Jeanne Madeleine (* 1928) ⚭ 1959 Prinz Eduard Lobkowitz (1926–2010)
- Carlos Hugo (1930–2010), Herzog von Madrid ⚭ 1964–1981 Prinzessin Irene von Oranien-Nassau und zur Lippe-Biesterfeld (* 1939)
- Marie Thérèse Cécile Zita Charlotte (1933–2020)
- Cécile Marie Antoinette Madeleine Jeanne (* 1935)
- Marie des Neiges Madeleine Françoise (* 1937)
- Sixtus Henri Hugues François Xavier (* 1940), Herzog von Aranjuez

## Politisches Leben, Zweite carlistische Dynastie

### Friedensbemühungen im Ersten Weltkrieg
Im Ersten Weltkrieg diente Franz Xaver gemeinsam mit seinem Bruder Sixtus in der königlich belgischen Armee auf der Seite der Entente, während ihre Schwester Zita als Kaiserin von Österreich auf Seiten der Mittelmächte stand. Gemeinsam versuchten sie einen Kontakt Kaiser Karls I. mit den Ententemächten herzustellen, der auf Friedensverhandlungen und einen möglichen Separatfrieden Österreich-Ungarns hinausgelaufen wäre. Dafür reisten die beiden Brüder mehrfach inkognito nach Österreich und überbrachten handschriftliche Briefe Kaiser Karls, deren Veröffentlichung in die sogenannte Sixtus-Affäre mündete.

### Die Organisation des Carlismus
Während des Ersten Weltkrieges kam es innerhalb des Carlismus zu Meinungsverschiedenheiten über die Stellung Spaniens zu den kriegführenden Mächten. Schließlich propagierte man die Neutralität, wenn auch die Sympathien der meisten Carlistenführer auf Seiten Österreich-Ungarns und Deutschlands standen. Die Diktatur Miguel Primo de Rivera (1923–1930) bedeutete nach Ansicht des Carlismus die Bankrotterklärung der liberalen Monarchie alfonsinischer Richtung. Obwohl der Karlismus die Diktatur ablehnte und sie bloß nach der Ansicht des spanischen Staatsphilosophen Juan Donoso Cortés als das „kleinere Übel“ betrachtete, glaubte er doch, sein Programm besser durchsetzen zu können. Die Schlagkraft des Carlismus erlitt aber große Beeinträchtigung, da in den baskischen Provinzen eine eigene baskisch-nationale Bewegung entstand, der sich eine Reihe von ehemaligen Anhängern des Carlismus anschloss, da sie an der Verwirklichung des carlistischen Gedankens verzweifelten, aus Spanien eine bundesstaatlich organisierte Monarchie zu machen.
Die Ausrufung der Zweiten Spanischen Republik 1931 und das Ende der alfonsinischen Monarchie rief den carlistischen Thronprätendenten auf den Plan. Er protestierte feierlich gegen die Ausrufung der Republik und gegen die Änderung der spanischen Nationalfarben. Die Vertreibung von König Alfons XIII. schien auch eine Versöhnung der beiden streitenden Linien des spanischen Königshauses herbeizuführen. Don Jaime, der damals in Paris weilte, empfing am 22. September 1931 den Besuch des gestürzten Königs. 
Der carlistische Zweig des spanischen Bourbonenhauses starb in direkter Linie aus, als der carlistische Thronanwärter Alfonso Carlos (I.) von Bourbon am 2. Juli 1936 in Wien einem Verkehrsunfall zum Opfer fiel. Alfonso Carlos hatte 1936 seinen Neffen Prinz Franz Xaver von Bourbon-Parma zum Nachfolger und Regenten ernannt, da er die carlistischen Ideale teilte. Es dauerte jedoch bis zum 30. Mai 1952, dass er als öffentlich Anspruch auf den spanischen Thron erhob und somit die zweite carlistische Linie begründete.

### Zweiter Weltkrieg

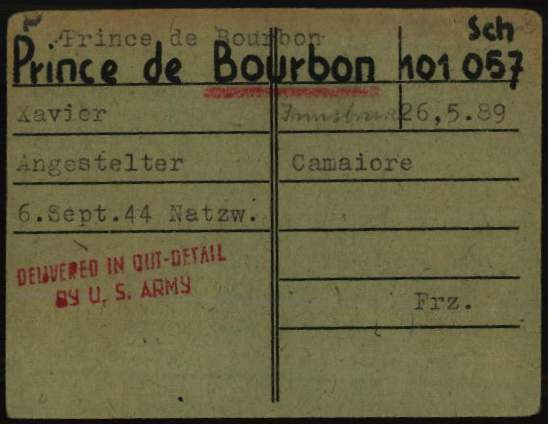
Franz Xavers Gefangenenregisterkarte im NS-Konzentrationslager Dachau

Während des Zweiten Weltkriegs kehrte Franz Xaver nach Belgien zurück, in dessen Armee er während des Ersten Weltkriegs gedient hatte. Dort wurde er demobilisiert, woraufhin er sich der Résistance anschloss. Von der SS gefangen genommen, wurde er im KZ Natzweiler-Struthof und im KZ Dachau interniert. Am 30. April 1945 wurde er in Niederdorf im Südtiroler Hochpustertal zusammen mit über 130 anderen Sonder- und Sippenhäftlingen befreit, nachdem die SS-Wachmannschaft das Weite gesucht hatte.

### Verhältnis zum Franquismus (1947–1975)
Nach der Wiedereinführung der Monarchie im Jahr 1947 erhob Franz Xaver im Jahr 1952 als Francisco Javier öffentlich seinen Anspruch auf den spanischen Thron. Dieser Rang wurde ihm und seinem Sohn Carlos Hugo von Bourbon-Parma von Graf Juan von Barcelona (1913–1993), Sohn des gestürzten Königs Alfons XIII., streitig gemacht. Francisco Franco (1892–1975) selbst äußerte sich nicht zu den carlistischen Ansprüchen Franz Xavers, weil es seinen Bestrebungen entgegenkam, Uneinigkeit unter den spanischen Monarchisten zu stiften. Insbesondere war Franco daran gelegen, dass sich die spanischen Monarchisten nicht hinter dem Grafen von Barcelona vereinten, welcher sich ausdrücklich für die Schaffung einer parlamentarischen Demokratie ausgesprochen hatte, während Franco von einem künftigen König die volle Identifizierung mit dem Movimiento Nacional erwartete.
Obwohl der Umstand, dass ihnen keine spanische Staatsbürgerschaft zukam, keineswegs unumstritten war (der nie aufgelöste Vertrag von Aranjuez von 1801 sicherte allen Prinzen von Bourbon die spanische Staatsbürgerschaft zu), stellten Franz Xaver und Carlos Hugo einen Antrag auf Einbürgerung. Franco tat das Seine, eine Entscheidung über diesen Antrag immer weiter hinauszuzögern (zu einer Einbürgerung kam es im Falle Carlos Hugos darum erst am 5. Jänner 1979). Davon abgesehen ließ er keine Gelegenheit verstreichen, die verschiedenen Thronanwärter gegeneinander auszuspielen. Als etwa Juan Carlos sich 1962 zu seiner Heirat mit der Prinzessin Sophia von Griechenland nach Athen begab, lud Franco den inzwischen in Madrid lebenden Carlos Hugo zu einem Treffen ein, wonach er den Grafen von Barcelona wissen ließ, dass er sich nun einen anderen Kandidaten überlegt habe. Allerdings begann Carlos Hugo in diesen Jahren von Franco abzurücken und griff Juan Carlos als dessen angebliche Marionette an. Den Grafen von Barcelona bezeichnete er als Liberalen, Zentralisten sowie als Günstling des Kapitalismus und des Establishments. Carlos Hugos Anhänger sahen sich deshalb dazu veranlasst, Juan Carlos bei öffentlichen Auftritten mit faulem Gemüse zu bewerfen.
1964 heiratete Carlos Hugo Prinzessin Irene von Oranien-Nassau. In den Flitterwochen ließ sich Irene in einem Bikini ablichten, was damals in Spanien als obszön betrachtet wurde. Franco nutzte die öffentliche Empörung, um Carlos Hugo dadurch herabzusetzen, dass er die Einladung zu einer Audienz mit Prinzessin Irene der Niederlande und ihr Mann übertiteln ließ. Daraufhin brach Carlos Hugo sowohl mit Franco als auch mit seinem traditionalistischen Vater und begann, einen linken Kurs zu verfolgen. In der Volksabstimmung von 1966, welche einer Verfassungsreform (Ley Orgánica del Estado) galt, rief Franz Xaver seine Anhänger dazu auf, mit Ja zu stimmen. Carlos Hugo sprach daraufhin seinem Vater öffentlich die „Legitimität durch Taten“ ab. Damit war der Bruch innerhalb der carlistischen Bewegung besiegelt. Franz Xaver tat ein Weiteres und bekundete seine Unterstützung für den baskischen und katalanischen Separatismus. Franco ließ daraufhin alle Prinzen von Bourbon-Parma aus Spanien ausweisen. Carlos Hugo und mit ihm seine Anhänger verfolgten nach seinem Bruch mit Franco 1967 die Idee eines partikularistischen Sozialismus. Letztlich zerschlugen sich die Hoffnungen der Carlisten erneut, als Franco sich unter den vielen in Frage kommenden Prätendenten für Juan Carlos, den Enkel Alfonsos XIII., entschied.
Am 8. April 1975, noch vor Francos Tod, verzichtete Franz Xaver zugunsten seines Sohns Carlos Hugo auf seine spanischen Thronansprüche.